# الصحافة (الشرقية)
قرية الصحافة هي إحدى القرى التابعة لمركز مشتول السوق في محافظة الشرقية في جمهورية مصر العربية. حسب إحصاءات سنة 2006، بلغ إجمالي السكان في الصحافة 7665 نسمة، منهم 3906 رجل و3759 امرأة.